# Веська-Весь
Веська-Весь (пол. Wieska-Wieś) — село в Польщі, у гміні Яблонна-Ляцька Соколовського повіту Мазовецького воєводства.
Населення — 155 осіб (2011).
У 1975-1998 роках село належало до Седлецького воєводства.

## Демографія
Демографічна структура станом на 31 березня 2011 року:
|          | Загалом | Допрацездатний вік | Працездатний вік | Постпрацездатний вік |
| -------- | ------- | ------------------ | ---------------- | -------------------- |
| Чоловіки | 80      | 9                  | 53               | 18                   |
| Жінки    | 75      | 12                 | 36               | 27                   |
| Разом    | 155     | 21                 | 89               | 45                   |